# Ditrichum levieri
Ditrichum levieri là một loài rêu trong họ Ditrichaceae. Loài này được Herzog Hilp. mô tả khoa học đầu tiên năm 1933.